# Sela (žalmy)

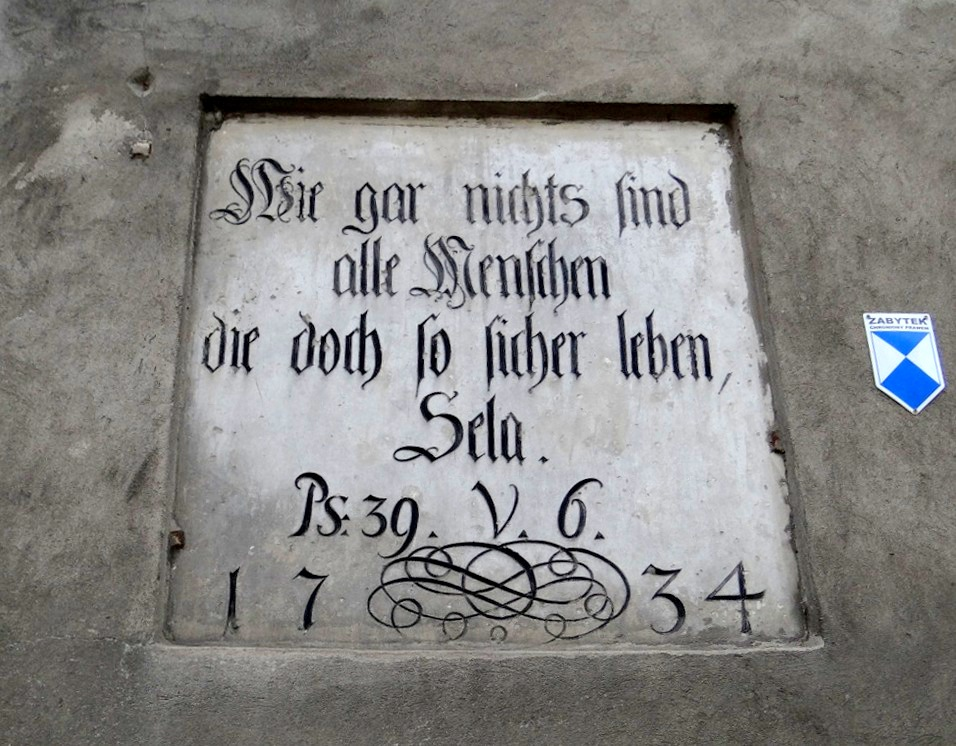
Německý verš ze Žalmu 39 zakončený slovem Sela (Kožichov v Dolním Slezsku)

Sela (hebrejsky סֶלָה‎), někdy také séla či sélah je výraz vyskytující se v biblických žalmech. Je často použit v Knize žalmů, z ostatních knih pouze v knize Abakuk, kde je rovněž součástí chvalozpěvu ve stylu žalmu. 

## Význam
Biblisté se nemohou shodnout na jasném významu. Mohl to být pokyn hudební doprovod, například šofar[zdroj⁠?!], označující mezihru mezi dvěma žalmy či jejich ucelenými částmi. Radak vysvětluje slovo sela jako pokyn pro „pozvednutí hlasu“, mohlo tedy označovat místo, kde se má zpívat hlasitě.
Starší překlady a rovněž i rabínská tradice vysvětlují význam slova sela jako „povždy, na věky“.